# Communauté de communes de Blangy-sur-Bresle
Die Communauté de communes de Blangy-sur-Bresle ist ein ehemaliger französischer Gemeindeverband mit der Rechtsform einer Communauté de communes in den Départements Seine-Maritime und Somme der Regionen Normandie und Hauts-de-France. Sie wurde am 10. September 2001 gegründet und umfasste 28 Gemeinden. Der Verwaltungssitz befand sich im Ort Blangy-sur-Bresle. Eine Besonderheit lag in der Département- und Regions-überschreitenden Struktur der Gemeinden.

## Historische Entwicklung
Mit Wirkung vom 1. Januar 2017 fusionierte der Gemeindeverband mit der Communauté de communes du Canton d’Aumale und bildete so die Nachfolgeorganisation Communauté de communes interrégionale Aumale Blangy-sur-Bresle.

## Ehemalige Mitgliedsgemeinden

### Département Seine-Maritime
1. Aubermesnil-aux-Érables
2. Bazinval
3. Blangy-sur-Bresle
4. Campneuseville
5. Dancourt
6. Fallencourt
7. Foucarmont
8. Guerville
9. Hodeng-au-Bosc
10. Monchaux-Soreng
11. Nesle-Normandeuse
12. Pierrecourt
13. Réalcamp
14. Rétonval
15. Rieux
16. Saint-Léger-aux-Bois
17. Saint-Martin-au-Bosc
18. Saint-Riquier-en-Rivière
19. Villers-sous-Foucarmont

### Département Somme
1. Biencourt
2. Bouillancourt-en-Séry
3. Bouttencourt
4. Frettemeule
5. Maisnières
6. Martainneville
7. Ramburelles
8. Tilloy-Floriville
9. Vismes